# Ballspielverein 07 Schwenningen e.V.
Ballspielverein 07 Schwenningen e.V. é uma agremiação alemã, fundada a 1 de dezembro de 1907, sediada em Schwenningen no estado de Baden-Württemberg.
Deriva da fusão, ocorrida em 1974, entre Schwenningen SC e VfR Schwenningen.

## História

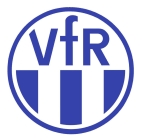
VfR Schwenningen

SC Schwenningen

Duas associações da cidade, o FC 07 Schwenningen e o FC Viktoria 08 Schwenningen resolveram pôr de lado a rivalidade e, em 1922, formaram o VfR Schwenningen. O clube obteve o acesso ao campeonato de máxima série denominado Gauliga Württemberg, no qual atuou em 1937, terminando em último.
Um outro clube, o Sportclub Schwenningen, nasceu em 1925. Em 1935, chegou à semifinal da Tschammerspokal, o torneio do qual nasceu a moderna Copa da Alemanha.
Após a Segunda Guerra Mundial, os aliados dissolveram todas as organizações ativas na Alemanhas, incluindo as esportivas. Em 1946, as associações esportivas da cidade foram reconstituídas no VfL Schwenningen, que jogou na Oberliga Südwest até 1950. A existência desse clube foi breve e, em 1950, o VfR Schwenningen foi reformado em uma seção autônoma que atuou na Amateurliga Württemberg (III). Também um reconstituído SC Schwenningen jogou a Amateurliga Württemberg (III), mas foi rebaixado à Landesliga Württemberg (IV), para depois voltar à Amateurliga na temporada seguinte.
O VfR jogou na Amateurliga Württemberg grande parte dos anos 1950, vencendo o campeonato amador alemão, em 1952. O clube passou à Amateurliga Schwarzwald-Bodensee (III), em 1960, terminando em segundo lugar atrás do FC Hanau 93 na fase de acesso à 2. Bundesliga, embora também tenha havido uma outra possibilidade de alcançar o acesso, graças aos problemas de licença do FC Hassfurt, que acabaram sendo posteriormente resolvidos. No fim dos anos 1960, a equipe caiu para a Landesliga Württemberg (IV).
A trajetória do SC Schenningen ocorreu mais ou menos paralela a do VfR. Ambos integraram juntos a Amateurliga Württemberg para depois aderir à nova Amateurliga Schwarzwald-Bodensee (III), em 1960, se tornando a primeira equipe campeã. Nos anos posteriores, evitaram rebaixamentos e permaneceram no terceiro nível em torno dos anos 1970.
Em 1974, os dois clubes se fundiram no BSV Schwenningen 07, que integrou a Amateurliga Schwarzwald-Bodensee na temporada 1974-1975. Venceu o título, em 1976, obtendo a promoção à 2. Bundesliga Süd. No ano seguinte, porém, acabou rebaixado depois de ficar em vigésimo lugar. Contudo, alcançou a terceira fase da copa nacional.
O time permaneceu na Verbandsliga Württemberg até 1984 para depois cair à Landesliga Württemberg, na qual atua, após uma estada na Bezirksliga.

## Títulos
- Campeão Alemão Amador: 1952;
- Amateurliga Schwarzwald-Bodensee (III) Campeão: 1961 (como SC), 1976;
- Bezirksliga Schwarzwald (VIII) Campeão: 2009, 2011;
- Württemberg Cup: Campeão: 1960;

## Cronologia recente
A recente performance do clube:
| Temporada | Divisão                        | Módulo | Posição |
| 2003–04   | Landesliga Württemberg 3       | VI     | 6°      |
| 2004–05   | Landesliga Württemberg 3       | VI     | 6°      |
| 2005–06   | Landesliga Württemberg 3       | VI     | 16° ↓   |
| 2006–07   | Bezirksliga Schwarzwald        | VII    | 9°      |
| 2007–08   | Bezirksliga Schwarzwald        | VII    | 8th     |
| 2008–09   | Bezirksliga Schwarzwald        | VIII   | 1° ↑    |
| 2009–10   | Landesliga Württemberg 3       | VII    | 13° ↓   |
| 2010–11   | Bezirksliga Schwarzwald        | VIII   | 1° ↑    |
| 2011–12   | Landesliga Württemberg 3       | VII    | 13° ↓   |
| 2012–13   | Bezirksliga Schwarzwald (VIII) | VII    | °       |